# Greasemonkey
Greasemonkey — расширение браузера, позволяющее добавить на любую страницу пользовательский JavaScript, записанный в формате этого расширения.
Название происходит от жаргонного слова, означающее «механик» (дословно «замасленная обезьяна»).
C февраля 2009 года в Google Chrome появилась встроенная поддержка пользовательских скриптов в формате Greasemonkey. Также доступно для других браузеров на движке Gecko, например, Web (GNOME).
С версии 0.8 в Greasemonkey появились мета-параметры, позволяющие подключать внешние файлы и библиотеки, в том числе, jQuery.